# 新浦市
新浦市（：／ Sinpho si */?）是朝鲜民主主义人民共和国咸镜南道一城市，南濒日本海东朝鲜湾，人口约15万8千人。
新浦市北为琴湖地区，1994年开始建设由美国、韩国、日本和欧盟共同援助建设的轻水反应堆一座，但是始终未能完工，2006年1月，所有国际援助人员从该地区撤走。